# Larus fuliginosus
La gaviota fuliginosa o gaviota negruzca (Larus fuliginosus) es una especie de ave caradriforme de la familia Laridae. Es una de las raras especies de gaviota cuyo plumaje es ceniciento y marrón. Especie endémica de las islas Galápagos, es la única propia del archipiélago de las cuatro presentes en él. Llamada por los habitantes de las islas gaviota morena, y por los anglosajones gaviota de lava.
Habita las playas de estas islas, alimentándose de detritos y cazando iguanas marinas recién nacidas.
Anida en solitario, y no tiene una estación de nidificación determinada, haciéndolo todo el año. Incuban, durante 24 días, dos huevos. Cuando alcanzan el tamaño adulto llegan a medir unos 45 cm de longitud y 90-100 cm de envergadura.